# Onthophagus malangensis
Onthophagus malangensis là một loài bọ cánh cứng trong họ Bọ hung (Scarabaeidae).